# Common Code for the Coffee Community

Common Code for the Coffee Community (4C) is een gedragscode voor duurzame koffie. De code is tot stand gekomen na vier jaar onderhandelen tussen koffiebedrijven, overheden en maatschappelijke organisaties en biedt een minimum sociale en milieustandaard voor de productie van koffie. 4C legt standaarden op aan elke tak in de koffieproductieketen, het voldoen aan deze eisen kan voor producenten een opstapje betekenen naar de strengere standaarden van Max Havelaar, Rainforest Alliance of Utz Certified.